# Литература Танзании
Литература Танзании создаётся преимущественно на английском языке и суахили, при этом литературная традиция на английском языке началась в Танзании только в конце 60-х годов XX века, а традиции литературы суахили в письменной форме уходят в начало XVIII века.

## История
Первым известным текстом на суахили является «Утенди Харекали». В дальнейшем жанр утенди (поэма-деяние) продолжал разрабатываться, популярны были также машаили (лирические стихотворения), магази (повествования о военных походах Мухаммеда).
Одним из источников для развития литературы суахили в Танзании называется арабская литература. К примеру, танзанийский пример развития жанра арабской средневековой новеллы — истории об Абу Нувасе.
В начале XX века танзанийцы начали знакомиться с европейской литературой, которая проникала в Африку вместе с колонизаторами: она переводилась на суахили, и в дальнейшем оказывала своё влияние и на развитие местной литературы.
Англоязычные произведения в Танзании начали создаваться в конце 60-х годов XX века. В 1968 году первый в стране роман на английском языке «Смерть под солнцем» написал Питер Палангьо.

## Литераторы Танзании

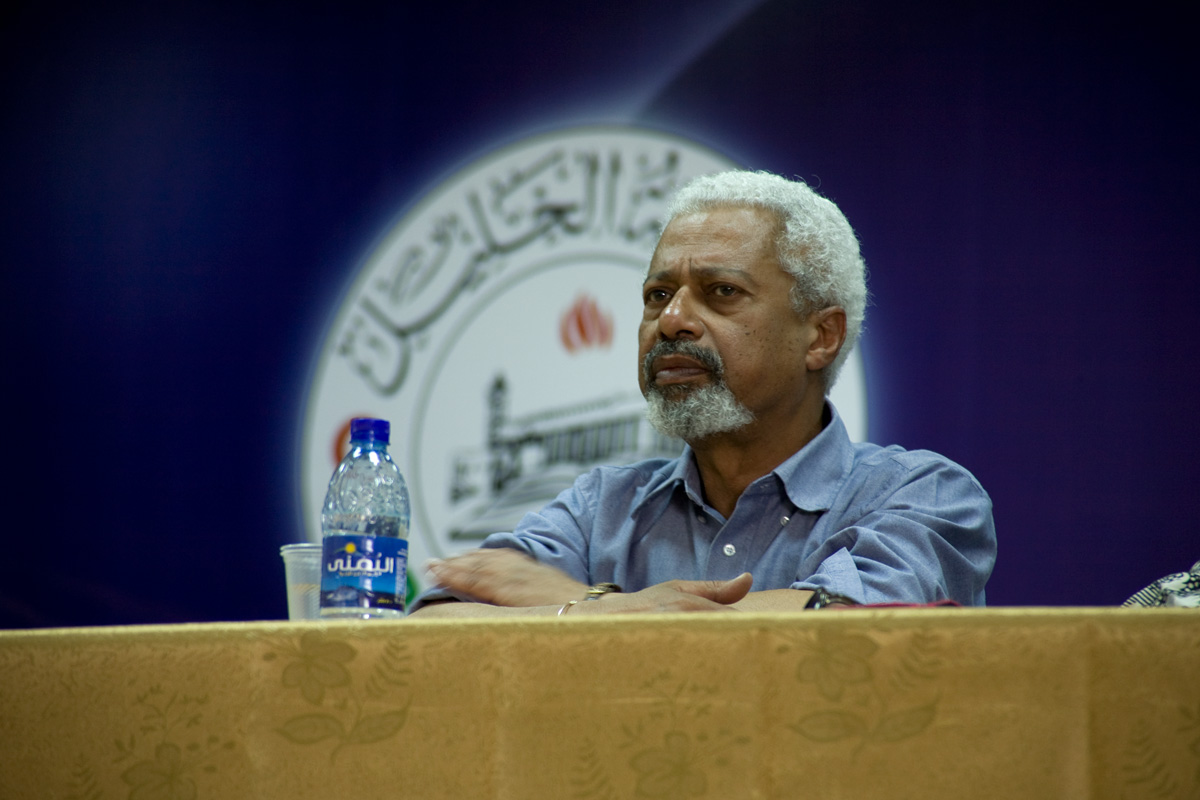
Танзанийский Нобелевский лауреат Абдульразак Гурна

Классиком и первым писателем современной литературной традиции на суахили в Танзании считается Шаабан Роберт.
Среди известных писателей Танзании также следует назвать Мухаммеда Саида Абдуллу, Матиаса Мньямпалу, Юфрейса Кезилахаби, Абдульразака Гурну, Эбрахима Хуссейна, Анисети Китерезу, Габриэля Рухумбику, отца-основателя страны Джулиуса Ньерере и ряд других.